# Thorn (Țările de Jos)
Thorn este o localitate în comuna Maasgouw din provincia Limburg, Țările de Jos. Până în 2007 localitatea era o comună separată.
În evul mediu, abația din localitate era o abație de maici importantă din Sfântul Imperiu Roman. Din secolul 12, abația a câștigat drepturi seculare devenind un principat, fiind cel mai mic stat independent din Imperiu. În urma ocupației de către trupele revoluționare franceze din 1794-1795, abația este secularizată și desființată, iar teritoriul acesteia este incorporat noului departament republican Meuse-Inférieure.